# Fedje
Fedje is een gemeente in de Noorse provincie Vestland. Fedje omvat het gelijknamige eiland, alsmede een groot aantal kleinere eilandjes. De gemeente ligt in het uiterste noordwesten van Hordaland en telde 587 inwoners in 2017.
Alver ·  Askvol · Askøy · Aurland · Austevoll · Austrheim · Bergen · Bjørnafjorden · Bremanger · Bømlo · Eidfjord · Etne · Fedje · Fitjar · Fjaler · Gloppen · Gulen · Hyllestad · Høyanger · Kinn · Kvam · Kvinnherad · Luster · Lærdal · Masfjorden · Modalen · Osterøy · Samnanger · Sogndal · Solund · Stad · Stord · Stryn · Sunnfjord · Sveio · Tysnes · Ullensvang · Ulvik · Vaksdal · Vik · Voss · Øygarden · Årdal

Fylker van Noorwegen